# Szczodrkowice
Szczodrkowice – wieś w Polsce położona w województwie małopolskim, w powiecie krakowskim, w gminie Skała.

W latach 1975–1998 miejscowość administracyjnie należała do województwa krakowskiego. Integralne części miejscowości: Dąbki, Kolbuszowa, Kopanina, Pod Naramskim, Zagardle.